# Dolichurus rugosifrons
Dolichurus rugosifrons là một loài côn trùng cánh màng trong họ Ampulicidae, thuộc chi Dolichurus. Loài này được Tsuneki in Tsuneki et al. miêu tả khoa học đầu tiên năm 1992.